# Ceratophrys cranwelli
Pour les articles homonymes, voir Grenouille cornue.
Espèce
Statut de conservation UICN

 LC  : Préoccupation mineure
Ceratophrys cranwelli, la Grenouille cornue de Cranwell, est une espèce d'amphibiens de la famille des Ceratophryidae.

## Répartition
Cette espèce se rencontre dans le Gran Chaco jusqu'à 700 m d'altitude, :
- en Argentine dans les provinces de Santiago del Estero, de Córdoba, de Santa Fe, de Corrientes, de Chaco, de Formosa et de Salta ;
- en Bolivie dans les départements de Tarija, Chuquisaca et Santa Cruz ;
- au Brésil dans l'ouest du Mato Grosso do Sul ;
- au Paraguay dans les Départements de Boquerón, Alto Paraguay et Presidente Hayes.

## Description

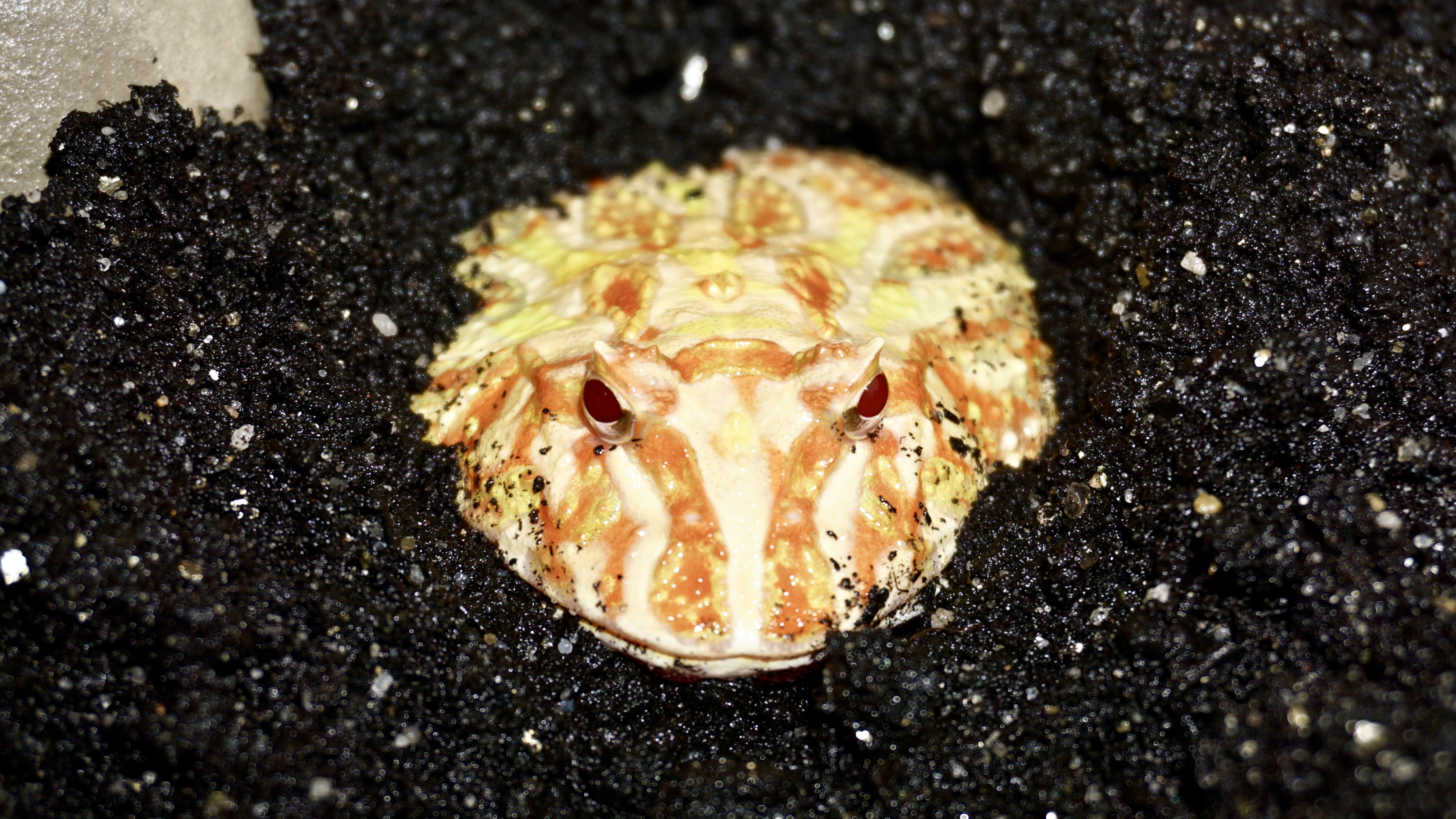
Ceratophrys cranwelli

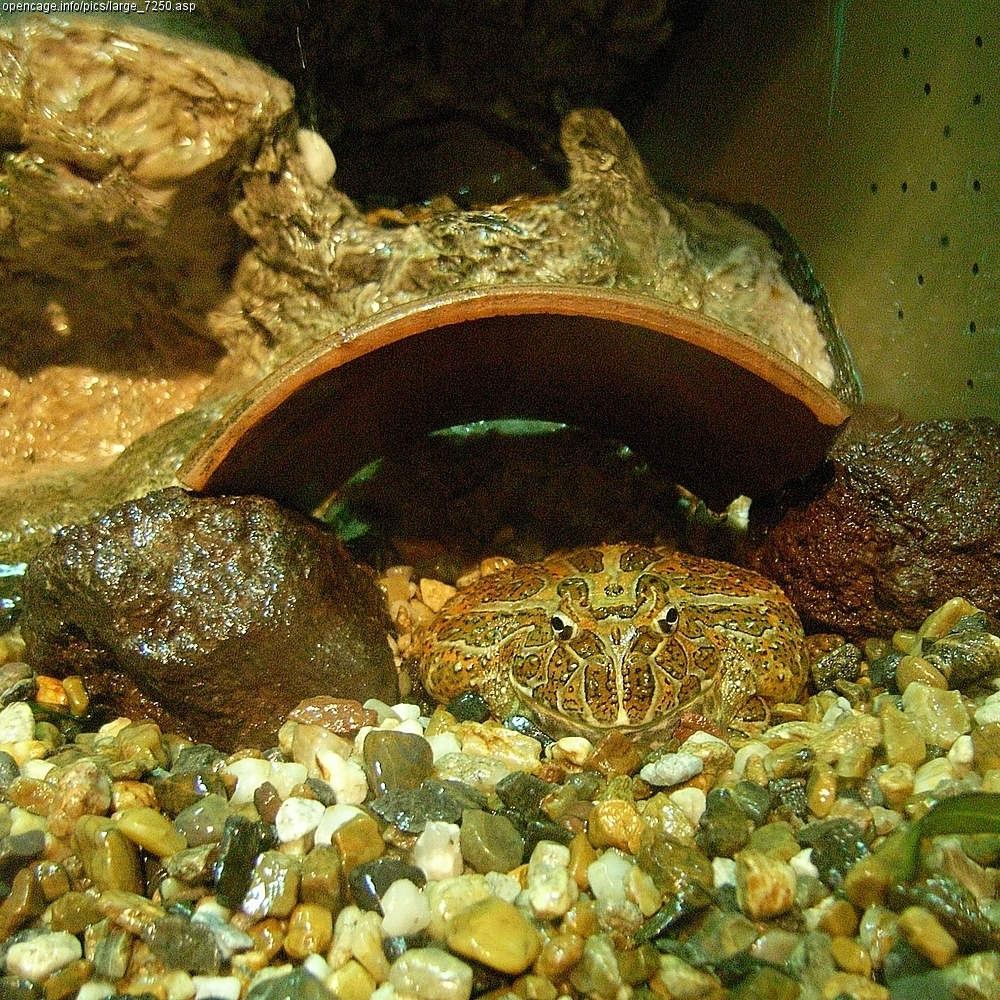
Ceratophrys cranwelli

Les Ceratophrys sont des grenouilles massives. Le mâle est généralement plus petit que la femelle (environ 10 cm chez le mâle contre 15 cm chez la femelle). Les mâles possèdent un sac vocal au niveau de la gorge leur permettant de coasser. Chez le mâle adulte la gorge est plus foncée que chez la femelle. Les grenouilles cornues possèdent un appendice de peau au-dessus de l'œil, ce qui leur a valu leur nom, dont la taille varie d'une espèce à l'autre. Les plus grandes "cornes" étant observées chez Ceratophrys cornuta.
Elles possèdent de grandes pattes leur permettant de creuser facilement la terre et de s'y enterrer. Ces grenouilles sont adaptées pour une vie exclusivement terrestre.
Leur ventre prend les 2/3 tiers du corps, et elles possèdent une large bouche leur permettant d'ingérer des proies qui font facilement la moitié de leur corps. Aux États-Unis elles sont d'ailleurs appelées Pacman Frog, en référence au héros de jeux vidéo jaune, formé d'une boule avec une bouche, dont la mission est de tout manger sur son passage.

## Étymologie
Cette espèce est nommée en l'honneur de Jorge A. Cranwell.

## Publication originale
- Barrio, 1980 : Una nueva especie de Ceratophrys (Anura, Ceratophryidae) del Dominio Chaqueño. Physis (Argentina), vol. 39, p. 21–30.